# Pranýř v Mnichově
Pranýř je u vchodu radnice obce Mnichov v okrese Cheb. Je chráněn jako kulturní památka České republiky.

## Historie
Městečko Mnichov mělo od roku 1637 soudce a s ním i právo soudní, sirotčí a až do roku 1765 hrdelní soud. S výkonem soudnictví je spojován pranýř u vchodu do radnice. Pochází pravděpodobně z 18. století, a to z období 1725–1730, kdy byla stavěna mnichovská radnice.

## Popis
V průčelí radnice u hlavního vchodu je zapuštěna půlkruhová kamenná lavice, nad ní jsou ve zdi zapuštěny okovy pro přivázáni provinilce.